# Barbara Perry
Barbara Perry (ur. 22 czerwca 1921 w Norfolk, zm. 5 maja 2019 w Los Angeles) – amerykańska aktorka.

## Życiorys
Karierę aktorską rozpoczęła w wieku 4 lat, debiutując na scenie Metropolitan Opera w Nowym Jorku. Kształciła się na Royal Academy of Dramatic Art w Londynie.

## Wybrana filmografia[2][3]
- Counsellor at Law jako Dorothy Wright (1933)
- The Mystery of Edwin Drood jako uczennica (1935)
- The Thin Man jako Binky (1959)
- The Dick Van Dyke Show jako Pickles (1961–1962)
- The Hathaways jako Thelma (1961–1962)
- Shock Corridor (1963)
- The Andy Griffith Show jako Doris Williams (1963–1966)
- My Three Sons jako Mrs. Thompson (1964–1972)
- The Naked Kiss jako Edna (1964)
- Ożeniłem się z czarownicą jako Mrs. Bentley (1968)
- Newhart jako turysta (1984)
- Stepujący mistrz jako Milly (1989)
- Ojciec panny młodej jako pracownica fabryki (1991)
- Świat według Bundych jako staruszka (1992)
- Just Write jako Mildred (1997)
- Facet od WF-u jako staruszka (2007)
- Jak poznałem waszą matkę jako Mrs. Douglas (2009–2014)
- Plan B jako śpiewaczka weselna (2010)
- Baskets jako pracownica sklepu z prezentami (2017)

## Życie prywatne
Zamężna z Artem Babbittem od 1967 do jego śmierci w 1992 roku, miała córkę Laurel Lee.